# Югович, Игор
И́гор Ю́гович (хорв. Igor Jugović; 23 января 1989, Загреб, СФРЮ) — хорватский футболист, полузащитник клуба «Краль Томислав».

## Карьера

### Клубная
Начинал играть в футбол с 6 лет в клубе «Кустошия» из родного Загреба. Профессиональную карьеру начал в клубе «Загреб», в котором за 5 лет провёл 77 матчей чемпионата. В 2012 году стал игроком казахстанской команды «Иртыш», но не смог закрепиться в клубе и вернулся в Хорватию. В 2015 году пополнил ряды молдавского клуба «Шериф». 25 июля стал обладателем Суперкубка Молдавии 2015, матч против «Милсами» закончился со счётом 3:1.

### В сборной
Прошёл через все возрасты юношеских хорватских национальных сборных и даже был капитаном команды.

## Достижения
«Шериф»
- Обладатель Суперкубка Молдавии (1): 2015